# Adrian Iencsi
Adrian Mihai Iencsi (Piatra Neamț, 15 marzo 1975) è un allenatore di calcio ed ex calciatore rumeno, di ruolo difensore.

## Palmarès

### Giocatore

#### Club
- Coppa di Romania: 2

Rapid Bucarest: 1997-1998, 2001-2002
- Campionato rumeno: 2

Rapid Bucarest: 1998-1999, 2002-2003
- Supercoppa di Romania: 2

Rapid Bucarest: 1999, 2003